# Норт Мајами (Флорида)
Норт Мајами (енгл. North Miami) град је у америчкој савезној држави Флорида. По попису становништва из 2010. у њему је живело 58.786 становника.

## Демографија
Према попису становништва из 2010. у граду је живело 58.786 становника, што је 1.094 (1,8%) становника мање него 2000. године.
| Група             | 2000.          | 2010.          |
| Белци             | 10.860 (18,1%) | 7.287 (12,4%)  |
| Афроамериканци    | 32.867 (54,9%) | 34.634 (58,9%) |
| Азијати           | 1.152 (1,9%)   | 972 (1,7%)     |
| Хиспаноамериканци | 13.869 (23,2%) | 15.959 (27,1%) |
| Укупно            | 59.880         | 58.786         |